# Grayslake (Illinois)
Grayslake est un village du comté de Lake dans l'Illinois, aux États-Unis,. Situé au centre du comté, il est  incorporé en 1895.

## Démographie
Lors du recensement de 2010, le village comptait une population de 20 957 habitants. Elle est estimée, en 2017, à 20 957 habitants.

## Source de la traduction
- (en) Cet article est partiellement ou en totalité issu de l’article de Wikipédia en anglais intitulé « Grayslake, Illinois » (voir la liste des auteurs).